# Atanzón
Atanzón è un comune spagnolo di 81 abitanti situato nella comunità autonoma di Castiglia-La Mancia.